# Азиљано Верчелезе
Азиљано Верчелезе (итал. Asigliano Vercellese) је насеље у Италији у округу Верчели, региону Пијемонт.
Према процени из 2011. у насељу је живело 1355 становника. Насеље се налази на надморској висини од 125 м.

## Становништво
Према резултатима пописа становништва 2011. у општини је живело 1.401 становника.
| 1931. | 1936. | 1951. | 1961. | 1971. | 1981. | 1991. | 2001. | 2011. |
| ----- | ----- | ----- | ----- | ----- | ----- | ----- | ----- | ----- |
| 2.748 | 2.677 | 2.394 | 2.116 | 1.634 | 1.392 | 1.446 | 1.417 | 1.401 |

## Партнерски градови
- Азиљано Венето